# Scorhill Motor Company
Scorhill Motor Company, zuvor Scorhill Motors, war ein britischer Hersteller von Automobilen.

## Unternehmensgeschichte
Robert Taylor gründete 1988 das Unternehmen Scorhill Motors in Godalming in der Grafschaft Surrey. Er begann mit der Produktion von Automobilen und Kits. Die Markennamen lauteten neben Scorhill auch MFE und Carisma. 1992 erfolgte der Umzug nach Walton-on-Thames in Surrey. Ab 1993 firmierte das Unternehmen als Scorhill Motor Company und hatte seinen Sitz in Chertsey in Surrey. 1996 endete die Produktion. Crestel Services aus dem gleichen Ort setzte die Produktion unter Beibehaltung des Markennamens noch bis 1999 fort.

## Fahrzeuge

### Markenname Scorhill
Der El Cid war ein offenes Mehrzweckfahrzeug im Stile des Citroën Méhari. Er basierte auf dem Citroën 2 CV. Zwischen 1988 und 1999 stellten Scorhill und Crestel etwa elf Exemplare her.
Der ME 4 war ein eigener Entwurf von 1996. Dies war ein zweisitziges Coupé mit Mittelmotor, das ein Einzelstück blieb.

### Markenname MFE
Scorhill setzte ab 1988 die Produktion des Modells Magic von Motorspeed fort, das weiterhin als MFE angeboten wurde. Eine Quelle beschreibt den Sportwagen als eine Mischung aus einem Fahrzeug im Stil der 1930er Jahre und einem Freizeitfahrzeug. Ein spezielles Fahrgestell bildete die Basis. Darauf wurde eine offene Karosserie aus Fiberglas montiert. Vierzylindermotor und Antrieb kamen anfangs vom MG B und später vom Ford Cortina.

### Markenname Carisma
Scorhill setzte ab 1992 die Produktion zweier Modelle von Carisma Engineering unter Beibehaltung des Markennamens fort. Die Basis der Fahrzeuge bildete ein Leiterrahmen aus Stahl. Darauf wurde eine offene Karosserie montiert, die überwiegend aus Fiberglas bestand. Lediglich die Seiten der Motorhaube waren aus Aluminium. Die Fahrzeuge ähnelten dem S.S. 100 aus den 1930er Jahren. Ein Vierzylindermotor vom Ford Cortina trieb die Fahrzeuge an. Der zweisitzige Century war während des gesamten Produktionszeitraums mit etwa 35 Exemplare wesentlich erfolgreicher als der viersitzige Manhattan mit etwa zwei Exemplaren.